# 北海道道230号三ノ原ニセコ線
北海道道230号三ノ原ニセコ線（ほっかいどうどう230ごう さんのはらニセコせん）は、北海道虻田郡留寿都村と同郡ニセコ町を結ぶ一般道道（北海道道）である。

## 概要

### 路線データ
- 起点：北海道虻田郡留寿都村字三ノ原（国道230号交点）
- 終点：北海道虻田郡ニセコ町字元町（北海道道66号岩内洞爺線交点）
- 路線延長：18.7 km（総延長）

## 歴史
- 1957年（昭和32年）3月30日 126号三ノ原狩太線として路線認定[1]。
- 1969年（昭和44年）3月18日 路線名を三ノ原ニセコ線に変更[2]。
- 1994年（平成6年）10月1日 路線番号を230号に変更[3]。

## 路線状況

### 重複区間
- 留寿都村字三ノ原（北海道道777号川崎三の原線）
- 真狩村字神里 - 真狩村字真狩（北海道道97号豊浦京極線）

## 地理

### 通過する自治体
- 後志総合振興局
  - 虻田郡
    - 留寿都村
    - 真狩村
    - ニセコ町

### 交差する道路
留寿都村
- 国道230号 - 字三ノ原（起点）
- 北海道道777号川崎三の原線 - 字三ノ原（重複）

真狩村
- 北海道道66号岩内洞爺線 - 字真狩
- 北海道道97号豊浦京極線 - 字神里、字真狩（重複）
- 北海道道841号桜川線 - 字桜川

ニセコ町
- 北海道道66号岩内洞爺線 - 字元町（終点）

### 沿線にある施設など
真狩村
- 真狩村立御保内小学校 - 字加野46
- 真狩村立真狩中学校 - 見晴48
- ようてい農協真狩支所 - 真狩45
- 細川たかしを讃える碑 - 字桜川